# Dolby Pro Logic
Dolby Pro Logic és una tecnologia de so envoltant (surround) dissenyada per descodificar pistes de so codificades en Dolby Surround. Dolby Surround va ser originalment desenvolupat pels laboratoris Dolby el 1976 per a sistemes de so analògic per a cinemes com el Dolby Analog SR (Spectral Recording). El format analògic SR va ser adaptat per a ús domèstic el 1986 com a Dolby Surround recentment substituït per la nova tecnologia Pro Logic.
Dolby Surround Pro Logic està basat en la tecnologia bàsica Matrix. Quan es crea una pista de so Dolby Surround, es codifiquen quatre canals de so en canals estèreo ordinaris (2 canals) usant tècniques de canvi de fase. Un descodificador i processador descodifica el so en l'original envolvent de 4 canals; els sistemes que no tenen el descodificador reprodueixen el so com a estèreo estàndard.
Malgrat que el so Dolby Surround va ser presentat en format analògic, tots els descodificadors Dolby Digital incorporen un descodificador digital Dolby Surround Pro Logic per als senyals digitals que tenen so Dolby Surround codificat.

## Dolby Pro Logic II

Logotip de Dolby Pro Logic II

El 2000 Dolby va introduir Dolby Pro Logic II (DPL II), una implementació millorada de Dolby Pro Logic. DPL II processa qualsevol font de senyal estèreo d'alta definició en "5.1", cinc canals de freqüència separats (esquerre, central, dret, del darrere esquerre i del darrere dret) a més d'un canal de baixos. Dolby Pro Logic II també descodifica 5.1 a partir de canals estèreo codificats en el tradicional Dolby Sorround de quatre canals.
DPL II implementa una sensació de so molt millor si la comparem amb el DPL, ja que ofereix un camp de so excepcionalment estable que descodifica so envoltant de 5.1 canals, amb un nivell molt més precís que el Pro Logic original.
A causa de la naturalesa limitada del DPL original, molts fabricants d'equips d'àudio o vídeo van presentar els propis circuits de processament, com les maneres de "Jazz", "Sala" o "Estadi" que es troben en molts amplificador d'àudio actuals. DPL II abandona aquest tipus de processament i ho substitueix per circuits capaços de produir 5 canals (retroalimentació negativa). A més dels 5 canals de reproducció de rang complet, Pro Logic II va presentar una mena de "música" que no afegia cap processament en els canals dret i esquerre, però que extreia un canal central i dos canals envoltants.
El sistema Pro Logic II també té modes especials per a música i videojocs, i és comunament usat en videojocs per a Sony (PlayStation 2), Microsoft (Xbox) i Nintendo (GameCube i Wii) com a alternativa a tecnologies digitals com Dolby Digital.

## Dolby Pro Logic IIx
Un nou descodificador que permet convertir les fonts de so estèreo i Dolby Surround (algunes vegades anomenat Dolby Surround Estèreo) a so de 5.1, 6.1 i 7.1 canals.

## Dolby Pro Logic IIz
Dolby Pro Logic IIz és una millora del Pro Logic IIx amb l'afegiment d'un altre component de pes, millora el pes dels canals, agafant els sistemes 5.1 o 7.1 a 7.1 o 9.1. Identifica les cues espacials de baix nivell, informació no correlacionada, com efectes d'ambient de pluja i vent, i els envia directament als altaveus.

## Programari de codificació
La llibreria de codificació liba52 pel so digital AC3 i A52 opcionalment exporta so estèreo compatible amb Dolby Surround i Pro Logic.
El programa Handbrake és capaç de convertir de Dolby Digital AC-3 5.1 a Estèreo pel Dolby Pro Logic I & II del so "surround".

## Pro Logic Vs. Dolby Surround

Logotip de Dolby Surround

Dolby Surround és la contrapart per a codificació de la descodificació Dolby Pro Logic, però les primeres implementacions casolanes del descodificador Dolby Surround van ser anomenades Dolby Surround la qual cosa va donar lloc a confusió. Els descodificadors Dolby Surround i Dolby Pro Logic són similars en principi, a causa que tots dos fan servir tecnologia "Matrix" (Matricial) per a extreure canals addicionals de so codificat en estèreo. No obstant això, Pro Logic usa algoritmes avançats, superiors als primers sistemes Dolby Surround casolans i similar al procés Dolby Estéreo de cinema no solament per a extreure els canals addicionals, sinó també per a millorar la sensació del so i les diferències entre els canals.

## Resum de Dolby Surround
| Descodificador       | Codificador                          | Any                             | Descripció                                                                                          | Canals                            |
| -------------------- | ------------------------------------ | ------------------------------- | --------------------------------------------------------------------------------------------------- | --------------------------------- |
|                      | Dolby Analog SR (Spectral Recording) | 1976                            | Ús en cinemes                                                                                       |                                   |
|                      | Dolby Surround                       | 1986                            | Primer ús domèstic. Analògic                                                                        |                                   |
| Dolby Pro Logic      |                                      | > 1986                          | Dolby Surround millorat. 4.0                                                                        | FI FD C TraseroMono               |
| Dolby Digital        | Adaptive Transform Coder 3 (AC3)     | 1992 pel·lícula 1995 Laser Disc | Descodificador Pro Logic per a entrades digitals estèreo                                            | FI FD C TU TD SUB                 |
| Dolby Digital EX     |                                      | 2000                            | 6.1 (3r canal surround: BackSurround) i 7.1                                                         | FI FD C TU TD SUB DarreraMono(x2) |
|                      | Dolby Digital Plus                   |                                 | Alta taxa de bits. Actualment usa 7.1 canals amb suport per a més                                   |                                   |
|                      | Dolby TrueHD                         |                                 | Codificador sense pèrdua per a so d'alta definició. Taxa més alta de bits que DD-Plus               |                                   |
|                      | Dolby Digital Live                   |                                 | Codificador 5.1 per a jocs                                                                          |                                   |
| Dolby Pro Logic II   |                                      | 2000                            | 5.1 And ca also upmix Dolby Surround 4.0                                                            | FI FD C TU TD SUB                 |
| DPL II Movie         |                                      |                                 | Descodificador Dolby Surround 5.1 per a pel·lícules                                                 |                                   |
| DPL II Music         |                                      |                                 | Mesclador de so Estèreo Simple a 5.1 de fonts com CDs.                                              | FI FD C TU TD SUB                 |
| DPL II Game          |                                      |                                 | Descodificador Dolby Surround 5.1 per a jocs                                                        |                                   |
| DPL II Matrix        |                                      |                                 | Mesclador de so mico a envolvent                                                                    |                                   |
| DPL IIx              |                                      |                                 | Mesclador de so mico a 5.1, 6.1, or 7.1 en les maneres de Cinema, Música, o Jocs.                   | FI FD C TU TD SUB DarreraMono(x2) |
| Jazz, Hall & Stadium |                                      |                                 | Descodificadors addicionals implementats per altres fabricants. Afegeixen efectes com eco i retard. |                                   |

## Matrius de Codificació Dolby
| Dolby Surround | Esquerre | Dret  | Central | Envolvent |
| -------------- | -------- | ----- | ------- | --------- |
| Total Esquerre | 1.000    | 0.000 | 0.707   | j0.707    |
| Total Dret     | 0.000    | 1.000 | 0.707   | k0.707    |

j = 90° canvi de fase, k = - 90° canvi de fase
| Dolby Pro Logic | Esquerre | Dret  | Central | Del darrere esquerre | Del darrere dret |
| --------------- | -------- | ----- | ------- | -------------------- | ---------------- |
| Total Esquerre  | 1.000    | 0.000 | 0.707   | j0.707               | j0.707           |
| Total Dret      | 0.000    | 1.000 | 0.707   | k0.707               | k0.707           |

j = 90° canvi de fase, k = - 90° canvi de fase
| Dolby Pro Logic II | Esquerre | Dret  | Central | Del darrere esquerre | Del darrere dret |
| ------------------ | -------- | ----- | ------- | -------------------- | ---------------- |
| Total Esquerre     | 1.000    | 0.000 | 0.707   | j0.8165              | j0.5774          |
| Total Dret         | 0.000    | 1.000 | 0.707   | k0.5774              | k0.8165          |

j = 90° canvi de fase, k = - 90° canvi de fase